# Berchtesgaden Hauptbahnhof
Berchtesgaden Hauptbahnhof vasútállomás Németországban, Berchtesgaden városában.

## Története
1886. május 29-én a bajor parlament jóváhagyta a Freilassing-Berchtesgaden-vasútvonal megépítését. Berchtesgaden állomása a fraureuthi sógyár mellett épült. A vasútvonalat 1888. október 25-én nyitották meg hivatalosan Freilassingból. Az állomás a megnyitáskor három vágányból állt, az egyik vágányon peron volt. A másik két vágány teherrakodó vágány volt. A pályaudvarnak volt egy fűtőháza és egy háromszintes állomásépülete is, amely még ma is létezik. A berchtesgadeni önkormányzat nem volt elégedett az állomással, mert nem volt alkalmas a tömegközlekedésre. A Salzburg felé vezető vonal építése 1906-ban kezdődött. Az új vonal kezdettől fogva villamosított volt, és az állomást felsővezetékkel látták el. Az állomáson egy kocsiszínt is építettek. A Schellenberg felé vezető vonalat 1907. július 16-án nyitották meg. A vonalat 1908. január 15-én meghosszabbították Hangender Steinig, majd 1909. június 4-én befejezték Salzburgig, ezzel egy második átmenő vonalat is létrehozva az állomásig. Ebben az időszakban megkezdődött egy további vonal építése a Königssee felé. Erre a vonalra külön állomást építettek, és a két állomás között csak egy összekötő vágány volt. A vágányt 1909. május 29-én adták át. Az állomást 1913-ban Hauptbahnhofnak nyilvánították. Berchtesgaden és Bad Reichenhall között 1916. augusztus 7-én fejeződött be a villamosítás. Bischofswiesenben három vágányt hoztak létre Berchtesgaden állomás tehermentesítésére; Berchtesgaden állomás korszerűsítésére nem volt elég pénz. Ennek ellenére 1932-ben Berchtesgadenben egy újabb peronos vágányt építettek. A peron és a teherpályaudvar között egy állomás-aluljárót is kapott, amelyet a régi sóművek helyén építettek. A sok állami látogatás miatt Berchtesgadenben a Deutsche Reichsbahn kénytelen volt új állomásépületet nyitni és az állomást átépíteni. Az építkezés 1938-ban kezdődött. 1938. október 2-án a Salzburg felé közlekedő helyi járatot leállították, hogy ezt a vonalat kétvágányúvá építsék át, de ezt a projektet a második világháború után elvetették.
Az újjáépítés után az állomás négy peronos vágánnyal rendelkezett, amelyek közül kettő egy szigetperonon, a másik kettő pedig oldalperonon volt. A teherforgalom számára csak néhány létesítményt építettek, mivel Berchtesgaden Nordnál (északon) külön teherpályaudvart építettek volna. Az új állomásépület a náci korszak stílusában épült, és 1940. február 1-jén nyitották meg. A keleti és nyugati oldalon, az előcsarnok belsejében Maria Harrich által készített nagyméretű freskók csak az 1950-es évek elején készültek. Az állomásépület egyik bővítményében új mechanikus állomási váltót nyitottak. A Bad Reichenhallt ért 1945. április 25-i légitámadás után a vonatok közlekedését 1945 nyaráig felfüggesztették.
A Königssee-i vasútvonal forgalma 1965. október 2-án megszűnt, és a vonalat hivatalosan 1971. április 1-jén zárták be.

## Vasútvonalak
Az állomást az alábbi vasútvonalak érintik:
- Freilassing–Berchtesgaden-vasútvonal (KBS 954)
- Berchtesgaden–Königssee-vasútvonal (megszűnt)
- Berchtesgaden–Hangender Stein-vasútvonal (megszűnt)

## Kapcsolódó állomások
A vasútállomáshoz az alábbi állomások vannak a legközelebb:
- Bischofswiesen station (Bahnhof Freilassing, S4)

## Forgalom
| Járat    | Útvonal | Ütem         |
| -------- | --- | ------------ |
| IC 26/RE | Königssee: Hamburg-Altona – Hamburg – Hannover – Göttingen – Kassel-Wilhelmshöhe – Würzburg – Augsburg – München Ost – Freilassing (innentől mint RE) – Berchtesgaden | egy vonatpár |
| BLB/ S4  | Freilassing – Bad Reichenhall – Berchtesgaden | óránként     |